# Lydskrift
En lydskrift eller et fonetisk alfabet er et skriftsystem, der bruges inden for fonetikken, når man skal notere (også kaldet transskribere) de enkelte lyde i den menneskelige tale. Der findes mange af disse:
1. Videnskabeligt og internationalt er det mest almindelige det internationale fonetiske alfabet (IPA).
2. I Danmark er Dania, som er særligt tilpasset det danske sprog, stadig meget udbredt.
3. På internettet bruges ofte SAMPA, en ASCII-udgave af IPA.
4. Nyhedsgruppen dk.kultur.sprog har sin egen lydskrift.